# Ictiòfags
Ictiòfags (del grec antic: Ἰχθυοφάγοι al llatí Ichthyophagi, o "menjadors de peixos") és el nom donat a l'època clàssica a alguns pobles de la vora de la mar Roja. El nom era degut al fet que el seu principal aliment era el peix. Vivien al sud dels poble troglodites (que vivien en coves).